# Collegio elettorale di Imola (Senato della Repubblica)
Il collegio di Imola fu un collegio elettorale uninominale della Repubblica Italiana per l'elezione del Senato della Repubblica. Apparteneva alla Circoscrizione Emilia-Romagna e fu utilizzato per eleggere un senatore nella XII, XIII e XIV legislatura.
Venne istituito nel 1993 con la cosiddetta Legge Mattarella (Legge n. 276, Norme per l'elezione del Senato della Repubblica), attuata in seguito al referendum abrogativo del 1993. La legge istituì per la Camera dei deputati e per il Senato della Repubblica un sistema di elezione misto, in parte maggioritario e in parte proporzionale. Il 75% dei parlamentari dell'assemblea veniva eletto in collegi uninominali tramite sistema maggioritario a turno unico; il restante 25% al Senato veniva eletto tramite recupero proporzionale dei più votati non eletti attraverso un meccanismo di calcolo denominato "scorporo", cioè sottraendo dal conteggio dei voti totali di una lista nella parte proporzionale i voti ottenuti dai candidati collegati alla medesima lista che erano eletti nei collegi uninominali con il sistema maggioritario.
Il collegio venne abolito insieme a tutti gli altri che costituivano il Senato con la promulgazione della legge elettorale successiva, la cosiddetta Legge Calderoli. Questa prevedeva un sistema proporzionale con premio di maggioranza, che al Senato veniva attribuito a livello regionale.

## Territorio
Il collegio di Imola era uno dei 14 collegi uninominali in cui era suddivisa l'Emilia-Romagna e, come previsto dal D.Lgs. del 20 dicembre 1993 n. 535, era interamente compreso nella provincia di Bologna e comprendeva i seguenti comuni: Borgo Tossignano, Budrio, Camugnano, Casalfiumanese, Castel del Rio, Castel Guelfo di Bologna, Castel San Pietro Terme, Castenaso, Castiglione dei Pepoli, Dozza, Fontanelice, Granarolo dell'Emilia, Grizzana Morandi, Imola, Loiano, Medicina, Minerbio, Molinella, Monghidoro, Monterenzio, Monzuno, Mordano, Ozzano dell'Emilia, Pianoro, San Benedetto Val di Sambro e San Lazzaro di Savena.

## Eletti
| Elezione | Elezione | Senatore           | Partito            |
| -------- | -------- | ------------------ | ------------------ |
|          | 1994     | Aureliana Alberici | Progressisti (PDS) |
|          | 1996     | Daria Bonfietti    | L'Ulivo (PDS/DS)   |
|          | 2001     | Franco Chiusoli    | L'Ulivo (DS)       |

## Dati elettorali

### XII legislatura
|                               | Aureliana Alberici ✔️ Eletto          | Progressisti               | 92 383  | 52,93 |  |  |  |  |  |
|                               | Giacomino Dal Monte                   | Polo delle Libertà         | 34 016  | 19,49 |  |  |  |  |  |
|                               | Domenico Francesco Rivelli            | Patto per l'Italia         | 21 249  | 12,18 |  |  |  |  |  |
|                               | Italo Merli                           | Alleanza Nazionale         | 15 275  | 8,75  |  |  |  |  |  |
|                               | Lorenza Agata Onorata Vacchino Brazzi | Lista Pannella-Riformatori | 5 768   | 3,30  |  |  |  |  |  |
|                               | Gianfranco Cocchi                     | Socialdemocrazia           | 3 978   | 2,28  |  |  |  |  |  |
|                               | Romano Fabbri                         | Partito Democratico        | 1 855   | 1,06  |  |  |  |  |  |
| Totale                        | Totale                                | Totale                     | 174 524 | 100   |  |  |  |  |  |
|                               |                                       |                            |         |       |  |  |  |  |  |
| Voti non validi               | Voti non validi                       | Voti non validi            | 8 446   | 4,62  |  |  |  |  |  |
| Votanti                       | Votanti                               | Votanti                    | 182 970 | 93,52 |  |  |  |  |  |
| Elettori                      | Elettori                              | Elettori                   | 195 643 |       |  |  |  |  |  |
|                               |                                       |                            |         |       |  |  |  |  |  |
| Data: 27-28 marzo 1994        |                                       |                            |         |       |  |  |  |  |  |
| Fonte: Ministero dell'interno |                                       |                            |         |       |  |  |  |  |  |

### XIII legislatura
|                               | Daria Bonfietti ✔️ Eletta | L'Ulivo               | 111 172 | 63,01 |  |  |  |  |  |
|                               | Mauro Poli                | Polo per le Libertà   | 53 389  | 30,26 |  |  |  |  |  |
|                               | Luciano Andreon           | Lega Nord             | 8 530   | 4,83  |  |  |  |  |  |
|                               | Folco Galeati             | Lista Pannella-Sgarbi | 3 344   | 1,90  |  |  |  |  |  |
| Totale                        | Totale                    | Totale                | 176 435 | 100   |  |  |  |  |  |
|                               |                           |                       |         |       |  |  |  |  |  |
| Voti non validi               | Voti non validi           | Voti non validi       | 7 808   | 4,24  |  |  |  |  |  |
| Votanti                       | Votanti                   | Votanti               | 184 243 | 91,86 |  |  |  |  |  |
| Elettori                      | Elettori                  | Elettori              | 200 567 |       |  |  |  |  |  |
|                               |                           |                       |         |       |  |  |  |  |  |
| Data: 21 aprile 1996          |                           |                       |         |       |  |  |  |  |  |
| Fonte: Ministero dell'interno |                           |                       |         |       |  |  |  |  |  |

### XIV legislatura
|                               | Franco Chiusoli ✔️ Eletto | L'Ulivo                              | 102 126 | 55,33 |  |  |  |  |  |
|                               | Carla Rusticelli          | Casa delle Libertà                   | 61 221  | 33,17 |  |  |  |  |  |
|                               | Gianfranco Monducci       | Partito della Rifondazione Comunista | 9 637   | 5,22  |  |  |  |  |  |
|                               | Angelo Giuseppe Mancini   | Lista Di Pietro                      | 4 928   | 2,67  |  |  |  |  |  |
|                               | Maurizio Zaccherini       | Lista Pannella-Bonino                | 3 356   | 1,82  |  |  |  |  |  |
|                               | Paolo Ferrari             | Democrazia Europea                   | 3 305   | 1,79  |  |  |  |  |  |
| Totale                        | Totale                    | Totale                               | 184 573 | 100   |  |  |  |  |  |
|                               |                           |                                      |         |       |  |  |  |  |  |
| Voti non validi               | Voti non validi           | Voti non validi                      | 6 330   | 3,32  |  |  |  |  |  |
| Votanti                       | Votanti                   | Votanti                              | 190 903 | 90,54 |  |  |  |  |  |
| Elettori                      | Elettori                  | Elettori                             | 210 852 |       |  |  |  |  |  |
|                               |                           |                                      |         |       |  |  |  |  |  |
| Data: 13 maggio 2001          |                           |                                      |         |       |  |  |  |  |  |
| Fonte: Ministero dell'interno |                           |                                      |         |       |  |  |  |  |  |